# Xinxa domèstica
La xinxa dels llits, xinxa comuna, xinxa domèstica o simplement xinxa (Cimex lectularius) és una espècie d'hemípter del subordre Heteroptera i un ectoparàsit temporal dels éssers humans, predominantment. El seu nom taxonòmic prové de les paraules llatines cimex (cuca, bestiola) i lectus (llit). Aquesta espècie és la xinxa millor adaptada als ambients domèstics. Habita en climes temperats de tot el món i es coneix des de temps antics. Està documentada la seva presència en coves de l'Edat del gel, on s'alimentava de la sang d'humans i ratpenats. També s'ha trobat en jaciments arqueològics de l'antic Egipte. Segles més tard, s'esmenten les xinxes domèstiques en les obres de teatre de la Grècia antiga i diversos escrits jueus i cristians fan referència a elles, considerant-les una plaga.

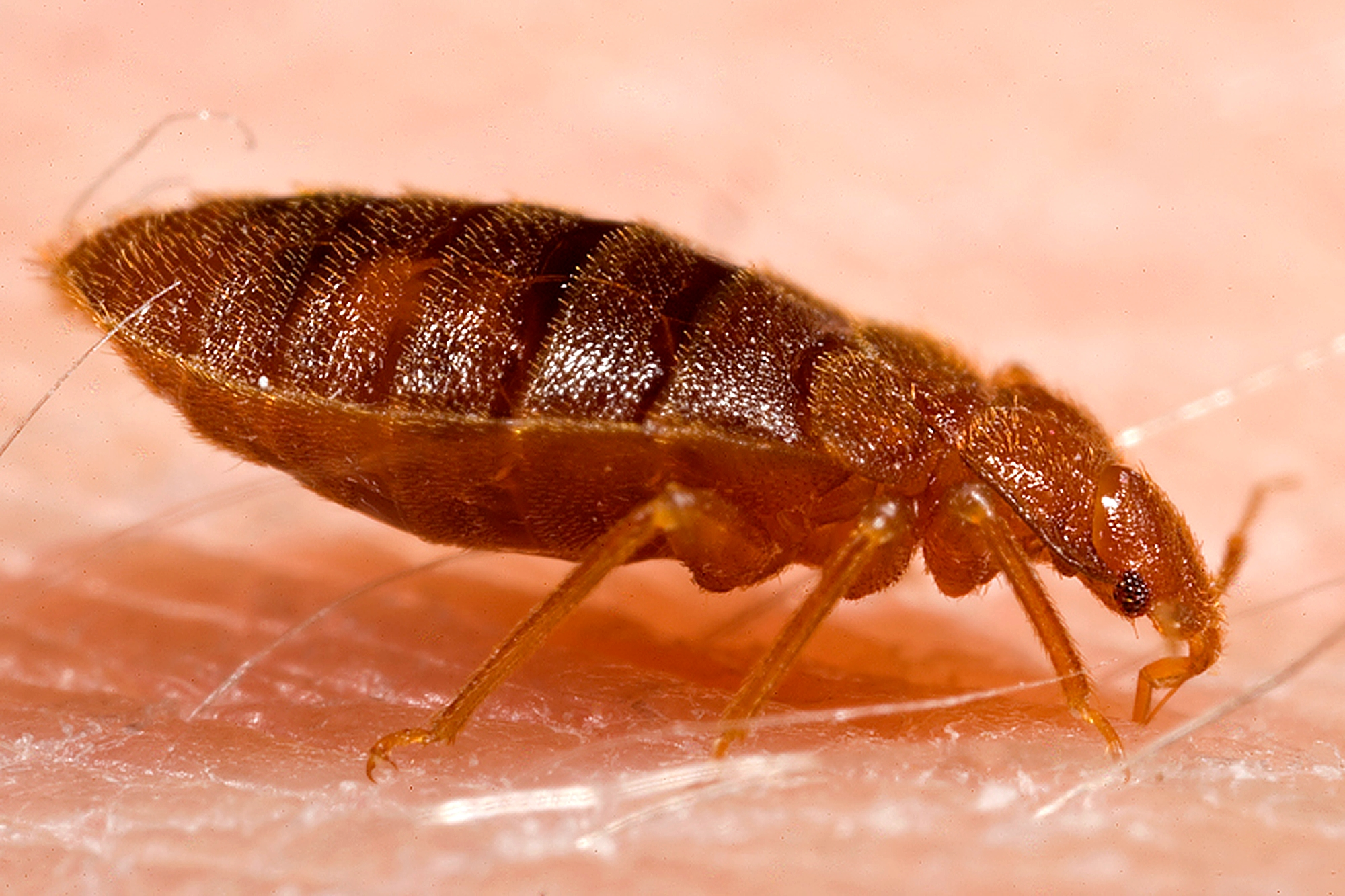
Cimex lectularius (vista lateral)

Durant el dia la xinxa s'amaga en racons, esquerdes de la fusta, peces de roba bruta, galliners, nius de ratpenats, caixes de connexions elèctriques, sòcols, matalassos, revestiments de paper pintat o catifes i surt a la nit a xuclar sang. Tenen un aparell olfactiu especialitzat que capta els compostos volàtils que emet el cos humà per orientar-se i trobar la seva presa. Al segment distal de les seves antenes hi ha uns òrgans termoreceptors que detecten la calor corporal dels humans a curta distància. Els exemplars d'aquesta espècie poden córrer a gran velocitat i dispersar-se ràpidament, però no salten com les puces. Moren a temperatures superiors als 50 graus centígrads i són bastant resistents a la dessecació. Per sota de 10°C o a més de 37°, els ous de Cimex lectularius i Cimex hemipterus no són viables. S'ha comprovat experimentalment que hi ha soques de C. lectularius resistents als piretroides i tolerants als dessecants de gel de sílice en pols i que els exemplars adults d'aquesta espècie modifiquen la seva conducta locomotriu en funció del tipus d'insecticida pulverulent al qual es veuen exposats. A banda d'algunes excepcions, el temps de contacte entre les xinxes i el cos de l'hoste humá és curt, ja que després d'obtenir l'aliment tornen de seguida als seus amagatalls. Quan s'esclafen emeten un líquid pudent, el qual conté una petita quantitat d'òxid nítric. En cas de perill, tant Cimex lectularius com Cimex hemipterus, alliberen unes feromones específiques. Cimex hemipterus té la mateixa capacitat per infestar els dormitoris dels habitatges que Cimex lectularius. La coïssor de les picades de xinxa pot causar insomni en els individus no acostumats a dormir en aquestes condicions. Les exúvies i deposicions de les xinxes domèstiques tenen una olor característica que permet, emprant diversos mètodes, la detecció dels llocs on es refugien. L'ús de gossos especialment ensinistrats té utilitat per localitzar exemplars vius i ous viables d'aquest ectoparàsit en grans superfícies, com ara hotels, vaixells o edificis d'apartaments.
Les xinxes, com les puces, tendeixen a desaparèixer durant temps de pau i abundància. Tornen a aparèixer, però, en temps de guerra i crisis a causa principalment de l'augment de la pobresa i d'una reducció en els nivells d'higiene. Això implica la necessitat periòdica d'intensificar les mesures per controlar-les a nivell global. De tota manera, degut a l'increment de la urbanització i la mobilitat i les restriccions en l'ús d'alguns insecticides molt efectius (com ara alguns neonicotinoides i piretroides, per motius de salut ambiental) les xinxes han reeixit arreu del món durant els darrers anys, incloent els països més rics, afectant molts establiments hotelers, transbordadors i vaixells de creuer, oficines i fins i tot hospitals. Recollir mobles o objectes domèstics del carrer és una costum que pot causar fàcilment la infestació de la pròpia llar. Una mesura molt recomanable abans de tornar d'un viatge és inspeccionar curosament els equipatges i l'habitació on s'ha dormit. Avui dia, un dels mètodes de control de la xinxa dels llits més pràctic i segur és la dispersió de pols de terra de Sommières (una argila natural que sol utilitzar-se com a llevataques en sec) en les zones infestades. Experimentalment, l'eliminació del bacteri endosimbiòtic intracel·lular i cosmopolita Wolbachia present en les xinxes aconsegueix reduir el nombre d'ous de les postes, la mida dels exemplars adults i el temps de vida d'aquests. La interrupció de les interaccions nutricionals simbiòtiques entre Wolbachia i Cimex lectularius pot ser un nou mètode de control biològic de la xinxa domèstica. També segons treballs de laboratori, un bioinsecticida elaborat amb espores del fong ascomicet entomopatogen Beauveria bassiana ha demostrat la seva capacitat letal contra aquest insecte hematòfag emprant determinades dosis i estratègies d'aplicació. Ara per ara, la dietiltoluamida (DEET) és el repel·lent de xinxes més efectiu. El benzoat de metil i els seus anàlegs estructurals són una bona opció contra les xinxes de llit refractàries a la DEET.
El caçador emmascarat (Reduvius personatus) és un dels enemics naturals de la xinxa comuna.

## Reproducció
Les xinxes es reprodueixen per inseminació traumàtica. En lloc d'introduir els seus genitals a l'aparell genital de la femella, com s'acostuma a fer en la còpula, els mascles perforen les femelles amb els seus genitals hipodèrmics i hi ejaculen dins. Les nimfes eviten la penetració, que podria trencar la seva feble cutícula, alliberant feromones antiafrodisíaques. Al llarg de la seva vida, la femella pon entre 200 i 500 ous, de 20 a 50 en una posta. El nombre d'ous mascles i d'ous femelles és similar. En condicions òptimes, un 60 per cent dels ous eclosiona sis dies després de la posta i més d'un 90 per cent després de nou dies. D'igual manera que Cimex hemipterus, el seu cicle vital té cinc fases, cadascuna de les quals necessita una ingesta de sang per tal de mudar a l'estadi posterior. Des de la dècada de 1940, ambdues espècies han desenvolupat múltiples mecanismes de resistència als pesticides. Les xinxes dels llits són molt resilients a la depressió endogàmica.

## Efecte sobre els humans

### Picades
En la majoria dels casos s'observa una petita marca, dura, protruient i eritematosa que apareix al lloc de cada picada. Sol anar acompanyada de prurigen, que dura d'unes quantes hores a pocs dies, i en algunes ocasions del desenvolupament d'una urticària local o generalitzada. Les marques no tenen un punt vermell en el centre com és característic de les picades de puces i sovint es distribueixen linealment o en ziga-zaga. Alguna vegada, el trajecte de les picades sobre la superfície corporal és força atípic. La dermatoscòpia de llum reflexa és un mètode senzill i útil per visualitzar clarament les picades de la xinxa domèstica. La sensibilitat de cada persona a les picades és molt heterogènia, oscil·lant entre l'absència de reaccions visibles a la pell (entorn a un 25 per cent dels casos) i el desenvolupament diferit en ella de flictenes prominents, fet que dificulta la precisió del diagnòstic de visu precoç. A vegades, es poden confondre amb lesions cutànies causades per determinades malalties autoimmunitàries o d'origen infecciós, com ara l'herpes simple o la varicel·la. Alguns individus responen a la infestació per les xinxes de llit (també anomenada cimicosi) amb depressió, ansietat, somatització, al·lucinacions tàctils, fòbia, estrès i trastorns del son. També es poden produir otitis quan les nimfes del paràsit penetren dins del conducte auditiu extern, infeccions de la pell i cicatrius en rascar les picades de les xinxes o, excepcionalment, aparèixer de manera associada una endocarditis infecciosa mitral per Staphylococcus aureus. Els professionals d'Atenció primària són, moltes vegades, els primers en identificar les picades de xinxa. El diagnòstic diferencial de la cimicosi inclou la sarna, l'èctima (una forma d'impetigen), la varicel·la, la dermatitis herpetiforme, el pèmfig herpetiforme, el pemfigoide ampul·lar, les picades de mosquits i les mossegades d'aranyes.

### Tractament
La majoria dels pacients que prenen corticoesteroides sistèmics per a tractar la picor i la cremor associades a les picades de xinxes de llit refereixen que les lesions són poc sensibles a aquest tractament. Els antihistamínics redueixen la picor en alguns casos, però no afecten l'aparició, aspecte i duració de les lesions causades per les picades. Els corticoesteroides tòpics, com la hidrocortisona, són útils per alleugerir els seus símptomes. La doxiciclina, amb independència de la seva activitat antimicrobiana i administrada en dosis adequades, pot eliminar eficaçment tant els exemplars adults com les nimfes de Cimex lectularius.

### Transmissió de malalties
Les xinxes dels llits semblen posseir tots els prerequisits necessaris per a transmetre malalties infeccioses greus d'un hoste a un altre, però no s'ha descrit ni un sol cas d'infecció a través d'aquesta via degut a l'activitat hematòfaga d'aquests artròpodes. Tanmateix, com a mínim, es coneixen vint-i-set patògens (alguns autors afirmen que són més de quaranta) que poden viure a l'interior de les xinxes o en les seves peces bucals. Per això les picades de les xinxes són menys perilloses que les d'altres invertebrats comuns que s'alimenten de sang com la puça o els polls. Tanmateix, la transmissió de la tripanosomosi africana, la febre de les trinxeres, la febre recurrent per Borrelia recurrentis, la rickettsiosi, la bartonel·losi, el mal de Chagas i l'hepatitis B o C podria ser teòricament possible si es donessin determinades condicions amb les prevalences apropiades. Si bé Cimex lectularius s'alimenta preferentment de sang humana, pot algunes vegades infestar de manera transitòria i picar hostes vertebrats alternatius, com petits rosegadors domèstics o gossos i gats de companyia. Aquest fet obra la porta a una adquisició incidental de patògens zoonotics.
El fluid salival injectat per les xinxes dels llits conté substàncies que fan que la pell s'irriti i s'enrogeixi, encara que hi ha notables diferències en el grau i tipus de resposta immunitària individual davant els diversos al·lergogens secretats per les glàndules salivals d'aquest insecte o presents en el seu cos, com ara la histamina i les proteïnes nitroforina i tropomiosina. Eventualment, es produeixen reaccions sistèmiques i hi ha la possibilitat que la saliva de les xinxes pugui provocar urticària papulosa al·lèrgica o xoc anafilàctic en un baix percentatge de persones amb atòpia. Les que prenen medicació anticoagulant poden desenvolupar una erupció petequial. Rares vegades, les xuclades de sang reiterades de les xinxes són l'origen de casos d'anèmia greu. És important identificar i tractar amb antibiòtics orals o tòpics qualsevol infecció bacteriana secundària en les picades.